# Rhys Williams (atleta)
Rhys Williams (Bridgend, 27 febbraio 1984) è un ostacolista britannico.

## Palmarès
| Anno                                  | Manifestazione          | Sede        | Evento   | Risultato  | Prestazione | Note |
| ------------------------------------- | ----------------------- | ----------- | -------- | ---------- | ----------- | ---- |
| In rappresentanza della Gran Bretagna |                         |             |          |            |             |      |
| 2003                                  | Europei juniores        | Tampere     | 400 m hs | Oro        | 51"15       |      |
| 2006                                  | Europei                 | Göteborg    | 400 m hs | Bronzo     | 49"12       |      |
| 2006                                  | Europei                 | Göteborg    | 4x400 m  | Argento    | 3'01"63     |      |
| 2009                                  | Mondiali                | Berlino     | 400 m hs | Batteria   | 49"88       |      |
| 2010                                  | Europei                 | Barcellona  | 400 m hs | Argento    | 49"12       |      |
| 2012                                  | Europei                 | Helsinki    | 400 m hs | Oro        | 49"33       |      |
| 2013                                  | Mondiali                | Mosca       | 400 m hs | Semifinale | 49"29       |      |
| 2016                                  | Europei                 | Amsterdam   | 400 m hs | 5º         | 49"63       |      |
| In rappresentanza del Galles          |                         |             |          |            |             |      |
| 2006                                  | Giochi del Commonwealth | Melbourne   | 400 m hs | 4º         | 49"09       |      |
| 2010                                  | Giochi del Commonwealth | Nuova Delhi | 400 m hs | Bronzo     | 49"19       |      |